# Éric Libert
 (novembre 2015).
Si vous disposez d'ouvrages ou d'articles de référence ou si vous connaissez des sites web de qualité traitant du thème abordé ici, merci de compléter l'article en donnant les références utiles à sa vérifiabilité et en les liant à la section « Notes et références ».
Éric R.P.L. Libert, né le 1er juillet 1950 à Amay est un homme politique belge, membre de DéFI.

## Biographie
Éric Libert est licencié en droit et exerce la profession d'avocat.
Il est Officier de réserve.

## Distinctions
- Chevalier de l'Ordre de Léopold
- Officier de l'Ordre de la Couronne

## Fonctions politiques
- Échevin de Rhode-Saint-Genèse
- Député fédéral:
  - du 14 juillet 2003 au 12 février 2004,
  - du 1er juillet 2004 au 10 juin 2007,
  - depuis le 25 juin 2009 (en remplacement de Bernard Clerfayt)